# Gujdár Sándor
Gujdár Sándor (Szentes, 1951. november 8. –) magyar labdarúgó, kapus, kapusedző.

## Pályafutása

### Klubcsapatban
A Szentes csapatában kezdte pályafutását, majd Szegeden lett NB1-es labdarúgó. A válogatottba a Budapesti Honvéd SE csapatából került be. 1982-ben a görög Aris Szaloniki színeiben folytatta pályafutását. Itt egy súlyos fejsérülés vetett véget karrierjének.

### A válogatottban
A magyar válogatottban 25 alkalommal szerepelt 1976 és 1979 között. Az 1978-as argentin világbajnokság résztvevője. Két mérkőzésen szerepelt:
- Magyarország – Argentína 1:2
- Magyarország – Franciaország 1:3

## Sikerei, díjai
- Magyar bajnokság
  - bajnok: 1979–1980
  - 2.: 1974–1975, 1977–1978

## Statisztika

### Mérkőzései a válogatottban
| Magyarország | Magyarország         | Magyarország                                    | Magyarország  | Magyarország | Magyarország  | Magyarország  | Magyarország | Magyarország |
| #            | Dátum                | Helyszín                                        | Hazai         | Eredmény     | Vendég        | Kiírás        | Gólok        | Esemény      |
| ------------ | -------------------- | ----------------------------------------------- | ------------- | ------------ | ------------- | ------------- | ------------ | ------------ |
|              | 1976. február 9.     | San Salvador                                    | Salvador      | 1 – 2        | Magyarország  | barátságos    | -            |              |
| 1.           | 1976. március 27.    | Budapest, Népstadion                            | Magyarország  | 2 – 0        | Argentína     | barátságos    | -            |              |
| 2.           | 1976. április 17.    | Banja Luka                                      | Jugoszlávia   | 0 – 0        | Magyarország  | barátságos    | -            |              |
| 3.           | 1976. május 22.      | Budapest, Népstadion                            | Magyarország  | 1 – 0        | Franciaország | barátságos    | -            |              |
| 4.           | 1976. szeptember 8.  | Stockholm, Råsunda Stadion                      | Svédország    | 1 – 1        | Magyarország  | barátságos    | -            |              |
| 5.           | 1977. február 22.    | Puebla                                          | Mexikó        | 1 – 1        | Magyarország  | barátságos    | -            | 76'          |
| 6.           | 1977. február 27.    | Buenos Aires, Boca Juniors Stadion              | Argentína     | 5 – 1        | Magyarország  | barátságos    | -            |              |
| 7.           | 1977. március 15.    | Teherán                                         | Irán          | 0 – 2        | Magyarország  | barátságos    | -            |              |
| 8.           | 1977. március 27.    | Alicante, Estadio José Rico Pérez               | Spanyolország | 1 – 1        | Magyarország  | barátságos    | -            |              |
| 9.           | 1977. április 13.    | Budapest, Népstadion                            | Magyarország  | 2 – 1        | Lengyelország | barátságos    | -            |              |
| 10.          | 1977. április 20.    | Budapest, Népstadion                            | Magyarország  | 2 – 0        | Csehszlovákia | barátságos    | -            |              |
| 11.          | 1977. április 30.    | Budapest, Népstadion                            | Magyarország  | 2 – 1        | Szovjetunió   | vb-selejtező  | -            |              |
| 12.          | 1977. május 18.      | Tbiliszi                                        | Szovjetunió   | 2 – 0        | Magyarország  | vb-selejtező  | -            |              |
| 13.          | 1977. május 28.      | Budapest, Népstadion                            | Magyarország  | 3 – 0        | Görögország   | vb-selejtező  | -            |              |
| 14.          | 1977. október 5.     | Budapest, Népstadion                            | Magyarország  | 4 – 3        | Jugoszlávia   | barátságos    | -            |              |
| 15.          | 1977. október 12.    | Budapest, Népstadion                            | Magyarország  | 3 – 0        | Svédország    | barátságos    | -            |              |
| 16.          | 1977. október 29.    | Budapest, Népstadion                            | Magyarország  | 6 – 0        | Bolívia       | vb-selejtező  | -            |              |
| 17.          | 1977. november 30.   | La Paz                                          | Bolívia       | 2 – 3        | Magyarország  | vb-selejtező  | -            |              |
| 18.          | 1978. április 15.    | Budapest, Népstadion                            | Magyarország  | 2 – 1        | Csehszlovákia | barátságos    | -            |              |
| 19.          | 1978. május 24.      | London, Wembley Stadion                         | Anglia        | 4 – 1        | Magyarország  | barátságos    | -            |              |
| 20.          | 1978. június 2.      | Buenos Aires, Estadio Monumental                | Argentína     | 2 – 1        | Magyarország  | vb-csoportkör | -            |              |
| 21.          | 1978. június 10.     | Mar del Plata, Estadio José Maria Minella (ARG) | Franciaország | 3 – 1        | Magyarország  | vb-csoportkör | -            |              |
| 22.          | 1978. szeptember 20. | Helsinki, Olimpiai Stadion                      | Finnország    | 2 – 1        | Magyarország  | Eb-selejtező  | -            |              |
| 23.          | 1978. november 15.   | Frankfurt, Waldstadion                          | NSZK          | 0 – 0        | Magyarország  | barátságos    | -            |              |
| 24.          | 1979. szeptember 12. | Nyíregyháza                                     | Magyarország  | 2 – 1        | Csehszlovákia | barátságos    | -            |              |
| 25.          | 1979. szeptember 26. | Bécs, Práter-stadion                            | Ausztria      | 3 – 1        | Magyarország  | barátságos    | -            |              |
|              | Összesen             |                                                 |               | 25           | mérkőzés      |               | 0            | gól          |

## Külső hivatkozások
- 2005. július 22.: Gujdár volt a legjobb barát
- 2007. február 27.: Mit mondjunk, bejött! – Korábbi magyar válogatott játékosok Maradona ma harmincéves bemutatkozásáról
- 2007. november 17.: A negyedik helyezett: Gujdár Sándor